# Vento leggero, mattino sereno
Vento leggero, mattinata serena (凱風快晴; Gaifū kaisei) nota anche come Red Fuji, è una xilografia dell'artista giapponese Hokusai (1760-1849), facente parte della serie delle Trentasei vedute del Monte Fuji, databile tra il 1830 e il 1832 circa. L'opera è stata descritta come "una delle più semplici e allo stesso tempo una delle più eccezionali di tutte le stampe giapponesi".

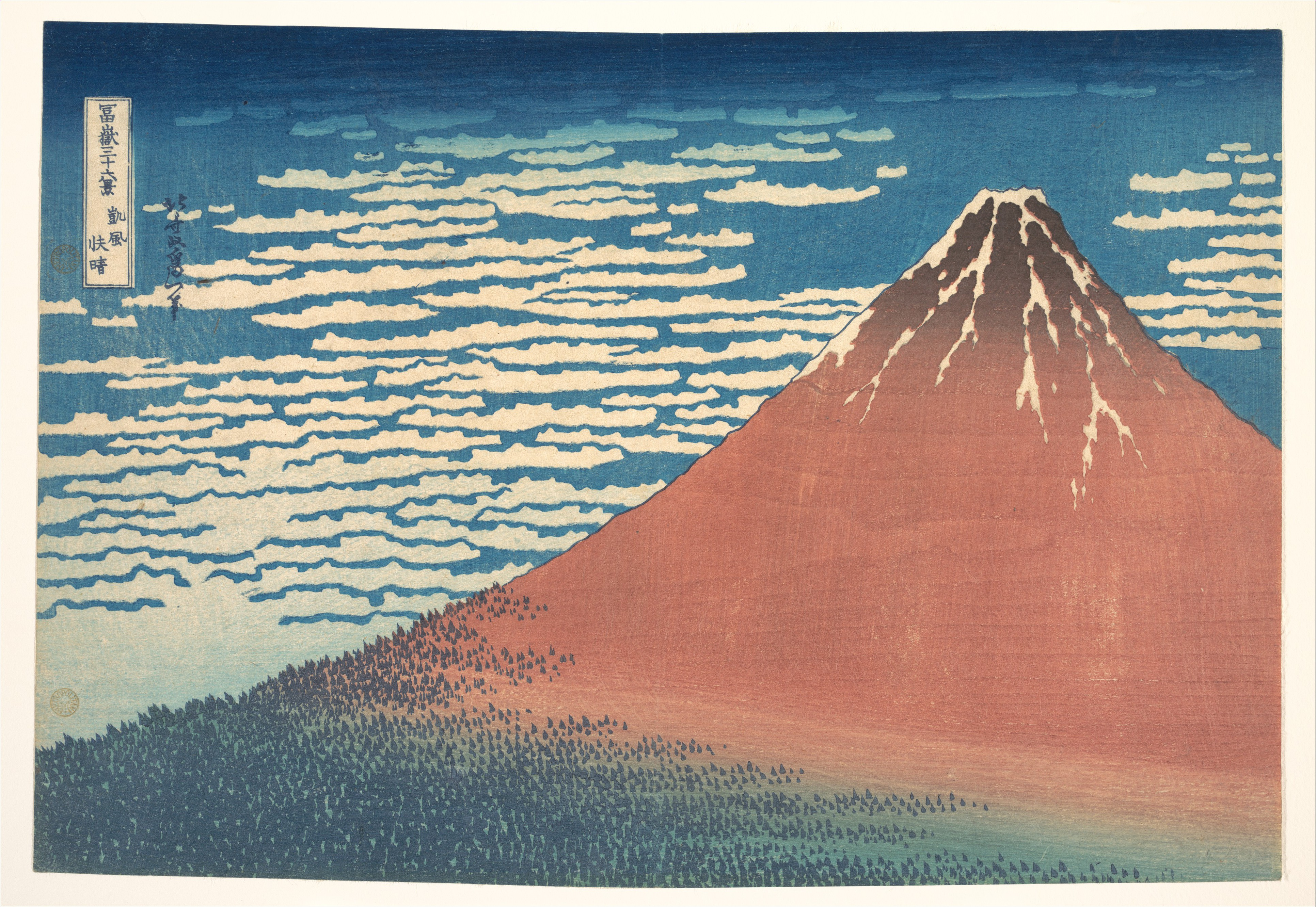
「富嶽三十六景 凱風快晴」- South Wind, Clear Sky (Gaifū kaisei), anche conosciuto come Red Fuji

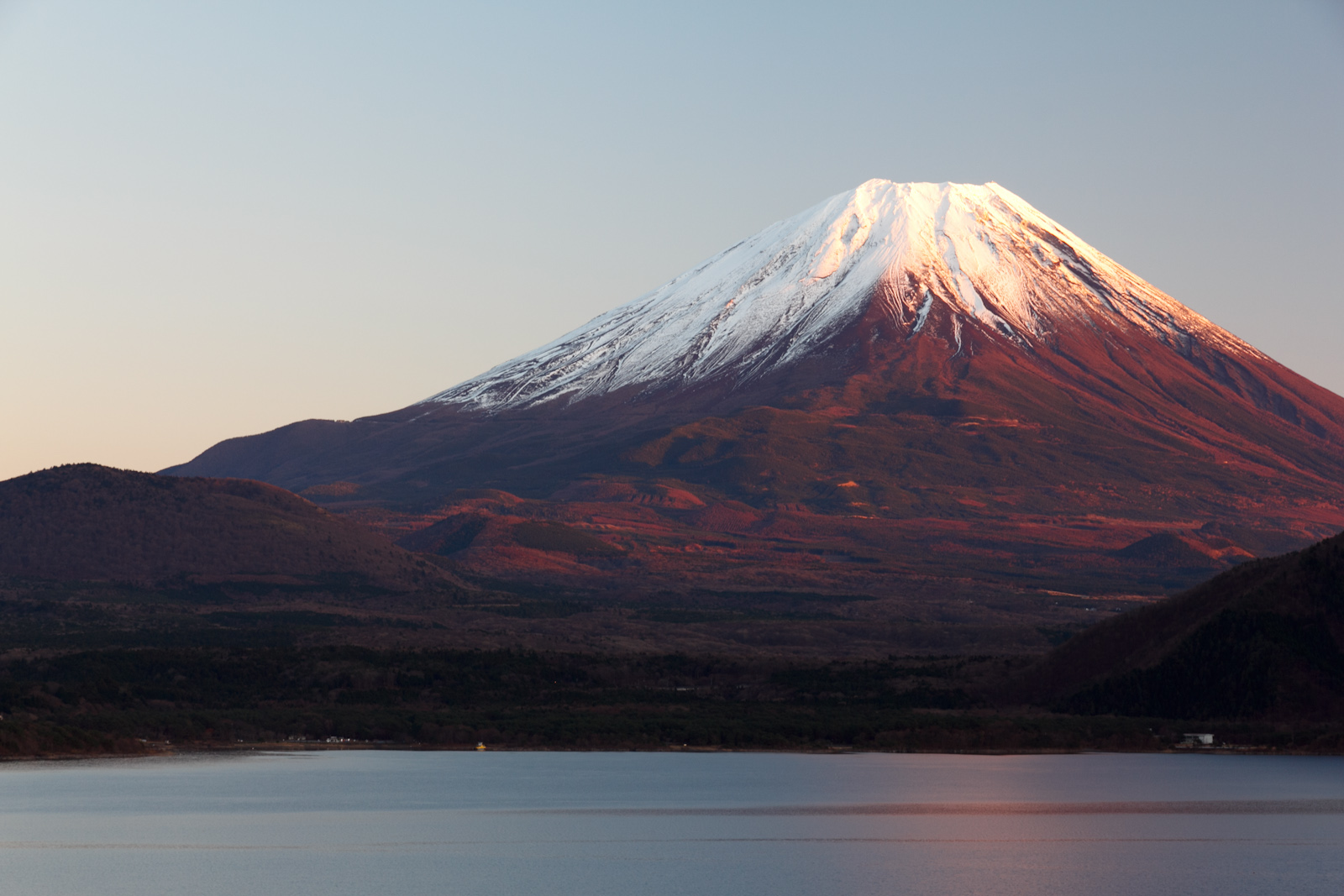
赤富士 - Fotografia del Monte Fuji arrossato dal sole nascente.

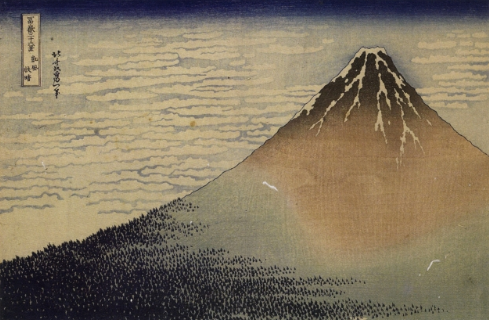
Incisione precedente, nota anche come Fuji rosa (1830 circa).

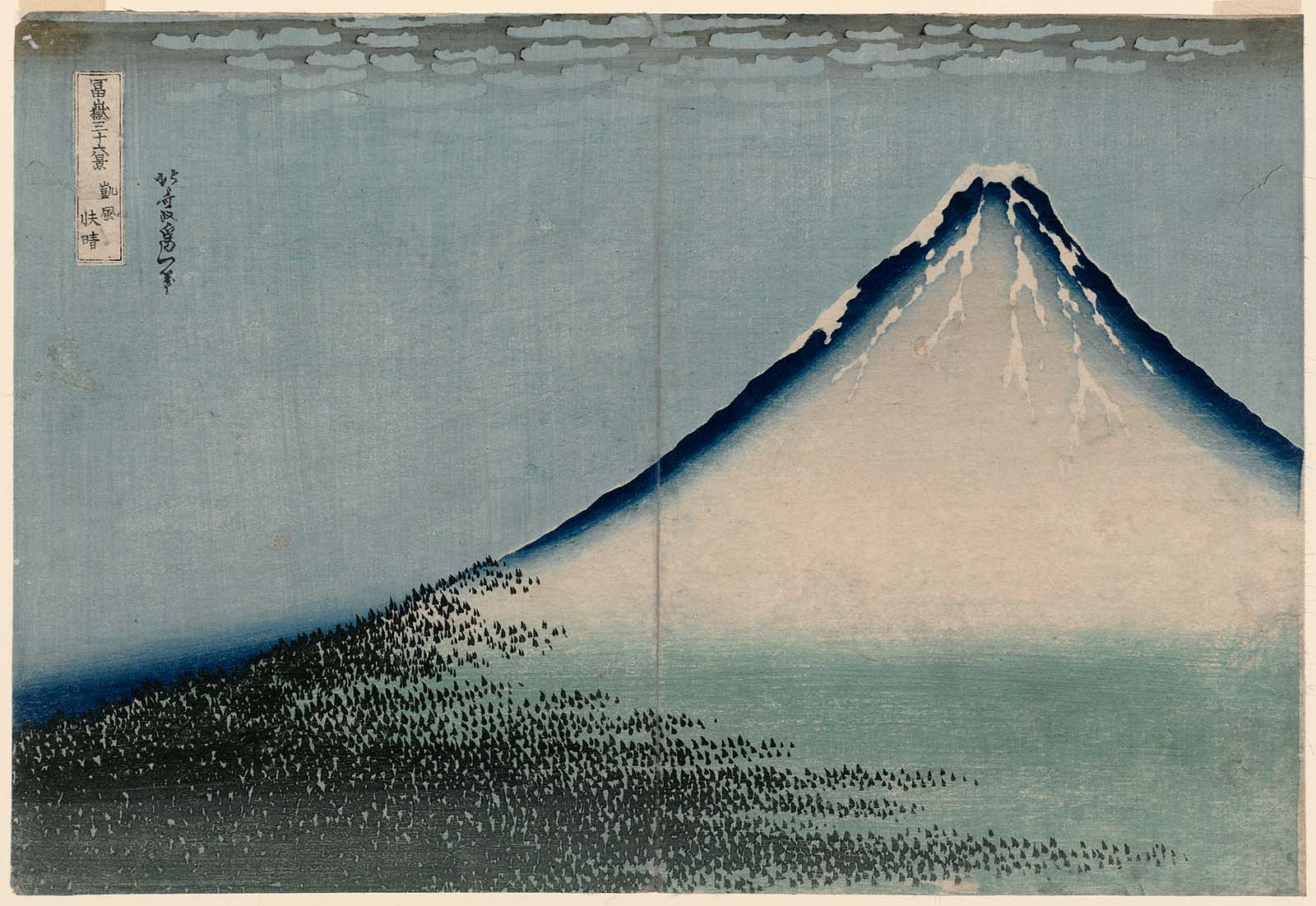
Variante dell'incisione

## Descrizione
Nel primo periodo d'autunno quando, come specifica il titolo, il vento soffia da sud e il cielo è limpido, il sole nascente può colorare di rosso il Monte Fuji. Hokusai cattura questo momento con astrazione compositiva ma anche con peculiarità meteorologiche, soprattutto se questa xilografia viene confrontata con le altre stampe della serie. 
Le tre tonalità di blu del cielo rispecchiano le tre tonalità della montagna, i residui di neve sulla cima della montagna e le ombre scure che avvolgono la foresta alla sua base, la collocano nel tempo con grande precisione. La forma decisamente simmetrica del Monte Fuji nella metà destra dell'immagine è bilanciata dalle delicate nuvole a sinistra che rendono la composizione di grande suggestione.
Tuttavia, a differenza di altre sue opere, Hokusai non attribuisce un nome specifico al luogo, per cui la posizione da cui è stata ritratto questo paesaggio non è noto.

## Stampe
Le prime stampe appaiono spente rispetto alle opere che usualmente si vedono ma sono più vicine alla concezione originale di Hokusai. Sono note come stampe del "Fuji rosa" e sono molto rare. Le prime stampe presentano un cielo blu, volutamente irregolare, che aumenta la luminosità del cielo e dà movimento alle nuvole. La vetta è evidenziata da un alone color blu di Prussia. Le stampe successive hanno un tono di blu forte e uniforme e lo stampatore ha aggiunto un nuovo blocco di stampa in modo da sovrastampare le nuvole bianche all'orizzonte con l'azzurro. Le stampe successive impiegano anche un intenso pigmento, il rosa Bengala, che ha ispirato il nome al dipinto:Red Fuji. Il colore verde del blocco è stato reinciso, abbassando il punto di incontro tra la foresta e il pendio della montagna.
È stata realizzata una versione alternativa della stampa con uno schema di colori completamente diverso; in questa versione le nuvole sono appena visibili nella parte superiore mentre il cielo è per lo più reso in un blu pallido e piatto, con una sottile striscia di grigio in alto e una striscia graduata di blu di Prussia lungo l'orizzonte che si estende sul pendio della montagna.

## Informazioni storiche
"Vento leggero, mattino sereno", insieme all'altra stampa di Hokusai della sua celebre serie di Trentasei vedute del Monte Fuji series, La grande onda di Kanagawa, sono forse le opere d'arte giapponese più conosciute al mondo. Entrambe sono superbi esempi dell'arte giapponese dell'ukiyo-e, "immagini del mondo fluttuante". Sebbene l'ukiyo-e possa raffigurare qualsiasi soggetto, dalla vita cittadina contemporanea alla letteratura classica, e i taccuini di Hokusai dimostrano che i suoi interessi spaziavano in un repertorio altrettanto ampio, furono i paesaggi come questo a fargli guadagnare la notorietà. I colori intensi e le forme stilizzate di queste stampe hanno contribuito, decenni dopo, a ispirare i movimenti impressionisti e post-impressionisti.
Il "Fuji rosso" è più stimato e apprezzato in Giappone rispetto a "La grande onda di Kanagawa" che è più nota all'estero.
Le stampe si trovano in musei di tutto il mondo, tra cui il British Museum, il Metropolitan Museum of Art, e l'Indianapolis Museum of Art.[8]